# Замок Аббейглен
Замок Аббейглен (англ. Abbeyglen Castle) — один із замків Ірландії. Розташований в графстві Ґолвей. Замок розташований в мальовничій гірській долині біля селищ Кліфден та Коннемара. Нині в замку готель. З вікон замку відкривається мальовничий вид на затоку Кліфден, замок розташований біля мальовничих скелястих гір Дванадцять Бенів. Замок користується величезною популярністю серед туристів.

## Історія замку Аббейглен
Замок Аббейглен був побудований у 1832 році Джоном Д'Арсі — володарем замку Кліфден. Потім замок був зданий в оренду. Там жив, зокрема парафіяльний священик з Гленовен-хаусу.
У 1854 році замок був куплений ірландською церквою — місіонерським товариством і використовувався як притулок, де вчили дівчат.
У 1953 році він став змішаним дитячим будинком, де жили хлопчики і дівчатка. Притулок існував за рахунок пожертвувань місцевих жителів і різних організацій. Біля замку був лісорозсадник, але потім лісорозсадник був закритий через фінансову скруту. Дитячий притулок теж був закритий. Деякий час замок був кинутий напризволяще і використовувався місцевими фермерами.
Потім замок придбав лорд Патрік Джойс Кліфден і перебудував його на готель у 1960 роках. У 1969 році родина Хьюз долучилась до реконструкції замку і перетворила його у престижний готель.
Біля замку крім мальовничих гір та затоки розташований Національний парк Коннемара, абатство Кіллемор, Інішбофін, музей Марконі, музей Алкока і Брауна, острова Аран, центр історичної спадщини Дана О'Хари, фіорд Коннемара-леді.